# Berzunc
Berzunc (románul: Berzunți) falu Romániában, Moldvában, Bákó megyében. Közigazgatásilag még két falu tartozik hozzá, Buda és Dragomír.

## Fekvése
A Berzunci-hegység keleti lábánál, a  Tázló–Kászon-medencében, a Tázló völgyében fekvő település.

## Története
Alapítását az 1400-as évekre teszik.

## Népesség
A 2002-es népszámlálási adatok szerint a községnek 5346 lakosa volt.

## Nevezetességek
- Szent Száva kolostor

## Külső hivatkozások
- Berzunc község honlapja (románul)
- A Szent Száva kolostor honlapja (románul)